# Зарубежные фильмы, выпущенные в советский прокат в 1944 году
Список из 10 зарубежных фильмов, выпущенных в советский кинопрокат в 1944 году. Месяцем выпуска считается время первой демонстрации в Москве.
Закупкой зарубежных фильмов для советского кинопроката занималась Всесоюзная государственная контора по киноэкспорту и киноимпорту («Союзинторгкино»), подчинённая с 1938 года Комитету по делам кинематографии при СНК СССР. Некоторые фильмы в прокат выпускались в другом формате. Иногда цветные фильмы в массовом тираже выпускались черно-белыми, а также делались изъятия некоторых, как правило, незначительных для общего сюжета сцен и эпизодов.
Список помимо художественных включает 1 документально-пропагандистский фильм и 2 короткометражных мультфильма.
Фильм «Багдадский вор» был подарен его продюсером Александром Корда советским людям в бессрочное пользование.
| Прокатное название на русском языке | Оригинальное название и год выхода    | Производство       | № месяца |
| ----------------------------------- | ------------------------------------- | ------------------ | -------- |
| Багдадский вор                      | «The Thief of Bagdad» (англ.) (1940)  | Великобритания     | 03       |
| Битва за Россию (документальный)    | «The Battle of Russia» (англ.) (1943) | США                | 02       |
| Джунгли                             | «Jungle Book» (англ.) (1942)          | Великобритания США | 05       |
| Лицо фюрера (мультфильм)            | «Der Fuehrer’s Face» (англ.) (1942)   | США                | 12       |
| Песня о России                      | «Song of Russia» (англ.) (1944)       | США                | 10       |
| Повесть об одном корабле            | «In Which We Serve» (англ.) (1942)    | Великобритания     | 01       |
| Северная звезда                     | «The North Star» (англ.) (1943)       | США                | 04       |
| Серенада солнечной долины           | «Sun Valley Serenade» (англ.) (1941)  | США                | 06       |
| Старая мельница (мультфильм)        | «The Old Mill» (англ.) (1937)         | США                | 06       |
| Ураган                              | «The Hurricane» (англ.) (1937)        | США                | 09       |